# Gmina Fuglebjerg
Gmina Fuglebjerg (duń. Fuglebjerg Kommune) - istniejąca w latach 1970–2006 gmina w Danii w okręgu zachodniej Zelandii (Vestsjællands Amt). 
Siedzibą władz gminy było miasto Fuglebjerg. 
Gmina Fuglebjerg została utworzona 1 kwietnia 1970 na mocy reformy podziału administracyjnego Danii. Po kolejnej reformie administracyjnej w roku 2007 weszła w skład nowej gminy Næstved.

## Dane liczbowe
- Liczba ludności: (♀ 3323 + ♂ 3259) = 6582
  - wiek 0-6: 7,3%
  - wiek 7-16: 16,1%
  - wiek 17-66: 62,9%
  - wiek 67+: 13,6%
- zagęszczenie ludności: 47,0 osób/km²
- bezrobocie: 4,8% osób w wieku 17-66 lat
- cudzoziemcy z UE, Skandynawii i USA: 70 na 10 000 osób
- cudzoziemcy z krajów Trzeciego Świata: 152 na 10 000 osób
- liczba szkół podstawowych: 2 (liczba klas: 33)